# FK Mladá Boleslav
FK Mladá Boleslav (celým názvem: Fotbalový klub Mladá Boleslav, a.s.) je český profesionální fotbalový klub, který sídlí v Mladé Boleslavi. Ve své historii vyhrál dvakrát český pohár. Tým hraje nejvyšší českou soutěž Chance ligu.
Své domácí zápasy sehrává na městském stadionu Mladá Boleslav s kapacitou 5 000 diváků. Klubové barvy jsou modrá a bílá.
Jako letopočet založení klubu je tradičně uváděn rok 1902, který se dá ovšem brát spíše jako počátek mladoboleslavského fotbalu jako takového. Současný fotbalový klub byl totiž založen v roce 1950 po velké fúzi městských rivalů. Od sezóny 2004/05 působí v české nejvyšší fotbalové soutěži. Největšími úspěchy jsou dva triumfy v národním poháru ze sezón 2010/11 a 2015/16.

## Historie
Zakladateli kopané v Mladé Boleslavi byli podobně jako v řadě jiných měst středoškoláci (jmenovitě student místní reálky Zdeněk Ponec), kteří v roce 1902 založili kroužek nazvaný Studentská XI. Ten se v roce 1907 sloučením s druhým boleslavským klubem – Čechií – přetvořil na SK Mladá Boleslav, jenž sice zanedlouho pro dluhy zanikl, ale o 3 roky později se jeho hráči stali základem nově vzniklého Mladoboleslavského SK. 19. dubna 1919 vznikl konkurenční klub Aston Villa Mladá Boleslav, jehož pokračovatelem je dnešní FK. Název byl inspirován slavným anglickým klubem a odvozením místa, kde stálo původní hřiště, "Na vile". Za první republiky se tak fanoušci dělili na příznivce "Astonky" a "Mlada" a mezi oběma mužstvy se odehrávala prestižní derby. Mlado se roku 1931 stalo "mistrem českého venkova" (obdoba 2. ligy se tehdy hrála ve 4 skupinách – další byla pražská, moravsko-slezská a slovensko-podkarpatoruská) a v kvalifikaci o ligu podlehlo moravskému mistrovi Židenicím 1:7 a 3:5. Rivalita vyvrcholila za protektorátu, kdy se oba kluby (Mlado 1942, Aston Villa nuceně přejmenovaná na Národní SK 1944) probojovaly do kvalifikace o ligu; ani jeden v ní však neuspěl (oba vypadly s SK Rakovník). Kromě těchto dvou oddílů existoval ve městě ještě Slavoj Mladá Boleslav, založený taktéž v roce 1919, po kterém ale zbyl jen název části města, kde měl své hřiště, a Meteor Čejetičky, jenž funguje dodnes jako Akuma Mladá Boleslav.
Původní fotbalový stadión Aston Villy stál od roku 1922 v "Klingerově kolonii" za později vzniklou dětskou nemocnicí. Již za první republiky se přesunul dál do Habeše, kde stojí coby "Astonka" dodnes a slouží mládeži, občas na něm mistrovské zápasy hraje rezerva FK MB. Hřiště Mladoboleslavského SK se nacházelo v těsném sousedství u dnešní Havlíčkovy ulice a v 50. letech ustoupilo zástavbě. Modernější Ústřední stadión (dnes Městský) byl postaven na velkoryse pojaté ploše v roce 1965 na tehdejším severním okraji města, později ho obklopilo panelové sídliště. Svou rozlohou je to jeden z největších sportovních areálů v ČR. Kapacita samotného fotbalového stadiónu uvnitř areálu naopak patří k menším, je zde místo pro 4.688 sedících diváků včetně VIP a novinářských míst (oficiální kapacita je udávána 5.000).
V roce 1948, v době reforem tělovýchovy, začalo slučování místních klubů. V roce 1948 vstoupila Aston Villa do Závodní sokolské jednoty Automobilové závody národní podnik Mladá Boleslav, o rok později se připojil Slavoj a Mlado hrající už pod názvem Sokol Mladoboleslavský. V roce 1950 byl klub přejmenován na Spartak Mladá Boleslav. V té době se soutěže velmi často chaoticky reorganizovaly a měnily názvy. Boleslav hrála střídavě 2. a 3. nejvyšší soutěž (druhou 1955-58, 1961-64, 1967-68). Znovu se do druhé ligy (tehdy zvané 1.ČNFL) vrátila v roce 1977 a vydržela tam celých patnáct let. Největším úspěchem té doby je vedle čtyř "bronzových" umístění ze sezón 1982/83, 1983/84, 1985/86 a 1988/89 účast ve finále Českého poháru v roce 1978, které se ke smůle Autoškody hrálo coby dvojzápas a po úvodní výhře 1:0 nad Baníkem Ostrava brankou Schuberta podlehla v odvetě 0:2.

### Novější dějiny a současnost klubu
V roce 1990 se klub přejmenoval na FK Mladá Boleslav, o dva roky později, kdy se stal farmou Slavie, na FK Slavia Mladá Boleslav, v roce 1994 byl krátce pro změnu farmou Bohemians jako FK Bohemians Mladá Boleslav, o další rok později se vrátil k názvu FK Mladá Boleslav.
Po Sametové revoluci se klub nevyrovnal s novými podmínkami a prožil několikaletou krizi. Po sestupu do ČFL v roce 1992 následoval roku 1995 sestup až do divize. V sezóně 1995/96 dopadl na úplné dno, jímž bylo 9. místo v divizi C. S příchodem nového manažera Michala Doležala a trenéra Karla Stannera se hned následující rok podařilo postoupit zpátky do ČFL a za rok rovnou do 2. ligy. V dalších letech vzrostla podpora města a firmy Škoda Auto. Tři roky hrála Mladá Boleslav v dolní polovině tabulky, již roku 2002 měla ale nakročeno k postupu. Po podzimu soutěž vedla, leč o náskok přišla a skončila třetí. Postupové ambice se naplnily až v roce 2004, kdy se město i klub dočkaly historického postupu do nejvyšší soutěže. V nováčkovském roce Mladá Boleslav na 14. místě jen o šest bodů unikla sestupu.
V další sezóně, 2005/06, dosáhl klub díky lepším vzájemným zápasům se Slavií Praha překvapivého druhého místa, a vybojoval si tím účast v 2. předkole Ligy mistrů v sezóně 2006/07, po vypadnutí v 3. předkole došla Mladá Boleslav přes Olympique Marseille, který senzačně porazila dvěma brankami až v posledních 5 minutách, do základní skupiny Poháru UEFA. I další rok dosáhla Mladá Boleslav na medaili, tentokrát bronzovou, a zopakovala si účast v Poháru UEFA. Vyřadila v předkole favorizované Palermo (opět gólem Sedláčka v nastavení a vítězným rozstřelem na hřišti soupeře) a opět se dostala do základní skupiny Poháru UEFA. V lize se ale Boleslavi v sezóně 2007/08 nedařilo a skončila až 7. Vypadla i ve čtvrtém kole Poháru ČMFS, a tak se po dvou letech nedostala do evropských pohárů.
Před sezónou 2008/09 Boleslav výrazně posílila kádr a po polovině sezóny byla na druhém místě ligové tabulky. Předpokládalo se, že bude stíhat Slavii v boji o titul. Jenomže na jaře přišlo rapidní zhoršení, místo trenéra Hapala přišel osvědčený Dušan Uhrin ml., ale ani ten nedokázal, i přes několik slušných výsledků, Mladé Boleslavi zajistit pohárové příčky. Na těch se držela ještě po 29. kole, až porážka se Spartou 0:3 v závěrečném kole znamenala pád na 6. místo.
V následující sezóně 2009/10, přišel obdobný nezdar jako v sezóně předešlé. Uhrin dostal důvěru od vedení, aby mužstvo vedl i v nadcházející sezóně, nakonec ale po střídavých úspěších v zimě na vlastní žádost odešel. Sezónu dotrénoval asistent Karel Stanner, ale protože se opět vždy po 4-5 kolech periodicky opakovaly série výborných a mizerných výsledků, na lepší než 8. místo to nestačilo. Jako již tradičně přišlo i brzké vypadnutí v domácím poháru, a tak byla pohárová Evropa znovu v nedohlednu.
První velkou trofej přinesla klubu až sezóna 2010/11, kdy Mladá Boleslav po vítězstvích v Trutnově 2:1, Kunicích 2:1 na penalty, dvojzápasech se Sokolovem 0:3 a 4:0 na penalty, Plzní 2:1 a 2:1 a Kroměříží 1:1 a 3:1 postoupila do finále Českého poháru, v němž porazila Sigmu Olomouc po výsledku 1:1 v dramatickém penaltovém rozstřelu, pokračujícím až do sedmé série, 4:3. S pohárem získala i vstupenku do Evropské ligy, na kterou v lize opět nedosáhla, když po vydařeném podzimu a slabším jaru skončila na 5. místě. Jarní část už nedotrénoval Karel Stanner, jehož po pěti ligových porážkách v řadě na poslední tři zápasy vystřídal Ladislav Minář. Mladoboleslavští dokázali v jediné sezóně třikrát (v lize 4:3 a dvakrát v pohárovém čtvrtfinále) porazit mistrovskou Viktorii Plzeň. Do klubu přicházela řada cizinců, v A-mužstvu se jich objevilo v soutěžních zápasech hned deset.
Ročník 2011/12 začal nevydařeným vystoupením proti kyperskému AEK Larnaca (0:3 venku a 2:2 doma), v lize Mladá Boleslav skončila pod vedením trenéra Miroslava Koubka na 4. místě, ze kterého znovu postoupila do pohárové Evropy, byť až dodatečně po vyloučení Sigmy Olomouc z evropských soutěží kvůli korupční aféře. Hvězdou se stal autor 16 gólů Jan Chramosta, který byl v létě dokonce povolán do reprezentačního A mužstva, ale těžké zranění den po zveřejnění nominace přerušilo jeho fotbalovou kariéru téměř na rok.
Další sezónu 2012/13 však postihla klub neuvěřitelná série těžkých zranění (Smejkal, Rolko, Janíček, Zahustel, Chramosta, Magera, Dosoudil, Brunclík, Šírl a další byli vyřazeni na mnoho měsíců) a prakticky celý rok Boleslav stěží lepila sestavu. V Evropské lize přešla přes slabý islandský klub Thór Akureyri 3:0 a 1:0, ale v dalším kole nestačila na Twente Enschede (dvakrát 0:2). V lize se jí především vinou zdravotní kalamity nedařilo a s nejhorším bodovým ziskem od roku 2005 skončila až osmá. Na podzim vystřídal trenéra Koubka na lavičce znovu sportovní ředitel klubu Ladislav Minář. Zato v poháru se po dvou letech probojovala přes Čáslav, Třinec, Slovácko a Spartu znovu do finále, v němž po remíze 2:2 podlehla v šesté sérii penaltového rozstřelu Jablonci 4:5.

## Historické názvy

### Studentské fotbalové oddíly
Zdroj:
- 1902 – Studentská XI.
- 1907 – fúze s SK Čechie Mladá Boleslav ⇒ SK Mladá Boleslav (Sportovní klub Mladá Boleslav)
- 1907?/08? – zánik

### Mladoboleslavský SK (modrobílé klubové barvy)[1]
Zdroj:
- 1910 – Mladoboleslavský SK (Mladoboleslavský sportovní klub)
- 1948 – JTO Sokol Mladoboleslavský (Jednotná tělovýchovná organisace Sokol Mladoboleslavský)
- 1950 – zánik

### SK Aston Villa Mladá Boleslav (zelenobílé klubové barvy)[1]
Zdroj:
- 1919 – SK Aston Villa Mladá Boleslav (Sportovní klub Aston Villa Mladá Boleslav)
- 1941 – NSK Mladá Boleslav (Národní sportovní klub Mladá Boleslav)
- 1945 – SK Aston Villa Mladá Boleslav (Sportovní klub Aston Villa Mladá Boleslav)
- 1948 – JTO Sokol Aston Villa Mladá Boleslav (Jednotná tělovýchovná organisace Sokol Aston Villa Mladá Boleslav)
- 1949 – JTO Sokol Mladá Boleslav (Jednotná tělovýchovná organisace Sokol Mladá Boleslav)
- 1950 – zánik

### FK Mladá Boleslav (modrobílé klubové barvy)[1]
Zdroj:
- 1950 – vznik FK po sloučení klubů SK Aston Villa, Mladoboleslavský SK, SK Slavoj Mladá Boleslav (1919–1950) a SK Meteor Čejetičky (1919–1950)
- 1950 – ZSJ AZNP Mladá Boleslav (Závodní sokolská jednota Automobilové závody národní podnik Mladá Boleslav)
- 1953 – DSO Spartak AZNP Mladá Boleslav (Dobrovolná sportovní organisace Spartak Automobilové závody národní podnik Mladá Boleslav)
- 1957 – TJ Spartak Mladá Boleslav AZNP (Tělovýchovná jednota Spartak Mladá Boleslav Automobilové závody národní podnik)
- 1965 – TJ Škoda Mladá Boleslav (Tělovýchovná jednota Škoda Mladá Boleslav)
- 1971 – TJ AŠ Mladá Boleslav (Tělovýchovná jednota Auto Škoda Mladá Boleslav)
- 1990 – FK Mladá Boleslav (Fotbalový klub Mladá Boleslav)
- 1992 – FK Slavia Mladá Boleslav (Fotbalový klub Slavia Mladá Boleslav)
- 1994 – FK Bohemians Mladá Boleslav (Fotbalový klub Bohemians Mladá Boleslav)
- 1995 – FK Mladá Boleslav, a.s. (Fotbalový klub Mladá Boleslav, akciová společnost)

## Soupiska
| #  | Pozice | Hráč           |
| -- | ------ | -------------- |
| 1  | B      | David Kořán    |
| 3  | O      | Martin Králik  |
| 6  | Z      | Vojtěch Hora   |
| 7  | Z      | Roman Macek    |
| 9  | Ú      | Matyáš Vojta   |
| 10 | Ú      | Filip Lehký    |
| 11 | Z      | Jakub Fulnek   |
| 12 | Z      | Jan Zíka       |
| 13 | Z      | Denis Donát    |
| 14 | O      | Tomáš Král     |
| 15 | Z      | Nicolas Penner |
| 16 | O      | Jetmir Haliti  |
| 17 | Ú      | Denis Kaulfus  |
| 19 | Z      | David Kozel    |
| 20 | Z      | Solomon John   |

| #  | Pozice | Hráč             |
| -- | ------ | ---------------- |
| 22 | Z      | Michal Ševčík    |
| 23 | Ú      | Jiří Klíma       |
| 24 | O      | Dominik Mareš    |
| 26 | O      | Matěj Zachoval   |
| 27 | B      | Aleš Mandous     |
| 28 | Z      | Daniel Langhamer |
| 30 | Z      | Daniel Mareček   |
| 31 | O      | Dominik Kostka   |
| 37 | Ú      | Matouš Krulich   |
| 38 | Z      | Filip Prebsl     |
| 49 | Z      | Josef Kolářík    |
| 59 | B      | Jiří Floder      |
| 70 | Ú      | Jan Buryán       |
| 77 | Z      | David Pech       |
|    | O      | Andrej Kadlec    |
|    | Ú      | Lukáš Fila       |

### Změny v kádru v letním přestupovém období 2025-2026
| Příchody |           |                  |     |                            |                           |
| Poz.     | Nár.      | Hráč             | Věk | Odkud přišel               | Typ                       |
| Z        | Česko     | Roman Macek      | 28  | FC Lugano                  | přestup                   |
| Z        | Česko     | Jan Zíka         | 19  | SK Dynamo České Budějovice | přestup                   |
| O        | Česko     | Matěj Zachoval   | 20  | SK Slavia Praha B          | změna hostování v přestup |
| Z        | Česko     | Filip Lehký      | 23  | FK Dukla Praha             | přestup                   |
| Z        | Česko     | Josef Kolářík    | 18  | SK Slavia Praha B          | přestup                   |
| Z        | Česko     | David Pech       | 23  | SK Slavia Praha B          | přestup                   |
| Z        | Česko     | Daniel Langhamer | 22  | FK Teplice                 | návrat z hostování        |
| O        | Slovensko | Andrej Kadlec    | 29  | MFK Ružomberok             | návrat z hostování        |
| Z        | Česko     | Lukáš Fila       | 22  | FK Pardubice               | návrat z hostování        |
| O        | Česko     | Antonín Vaníček  | 27  | FK Viktoria Žižkov         | návrat z hostování        |
| Z        | Česko     | Filip Prebsl     | 22  | SK Slavia Praha            | hostování                 |
| Ú        | Česko     | Matouš Krulich   | 20  | FK Jablonec                | přestup                   |
| Ú        | Česko     | Jiří Klíma       | 28  | FC Baník Ostrava           | přestup                   |

| Odchody |        |                     |     |                            |                           |
| Poz.    | Nár.   | Hráč                | Věk | Kam odešel                 | Typ                       |
| Ú       | Česko  | Tomáš Ladra         | 28  | FC Viktoria Plzeň          | přestup                   |
| Z       | Česko  | Vojtěch Stránský    | 21  | FC Slovan Liberec          | přestup                   |
| Ú       | Česko  | Lukáš Mašek         | 21  | FC Slovan Liberec          | přestup                   |
| Z       | Zambie | Benson Sakala       | 28  | Bohemians Praha 1905       | přestup                   |
| Ú       | Česko  | Matěj Pulkrab       | 28  | FK Teplice                 | přestup                   |
| Ú       | Česko  | Antonín Vaníček     | 27  | SK Dynamo České Budějovice | přestup                   |
| O       | Česko  | Marek Suchý         | 37  | SK Slavia Praha B          | přestup                   |
| B       | Česko  | Matouš Trmal        | 26  | FK Teplice                 | změna hostování v přestup |
| Ú       | Gambie | Lamin Jawo          | 22  | FK Jablonec                | změna hostování v přestup |
| Z       | Kosovo | Ylldren Ibrahimaj   | 29  | Česko                      | konec smlouvy             |
| Z       | Česko  | Marek Matějovský    | 43  | Česko                      | konec kariéry             |
| B       | Česko  | Jan Šeda            | 39  | Česko                      | konec kariéry             |
| B       | Česko  | Kryštof Lichtenberg | 22  | FK Teplice                 | hostování                 |

### B-tým
| #  | Pozice | Hráč             |
| -- | ------ | ---------------- |
| 1  | B      | Matěj Zaplatílek |
| 2  | O      | Milan Novák      |
| 4  | O      | Martin Rulc      |
| 5  | O      | Samuel Výda      |
| 6  | O      | Adam König       |
| 7  | O      | Štěpán Fiker     |
| 8  | O      | Adam Tichý       |
| 9  | O      | Matthias Leitl   |
| 10 | Z      | Patrik Dohalský  |

| #  | Pozice | Hráč          |
| -- | ------ | ------------- |
| 11 | Z      | Jan Vostřel   |
| 12 | Z      | Filip Kolář   |
| 13 | Ú      | Denis Kaulfus |
| 14 | Ú      | Vasil Monyč   |
| 15 | Ú      | Benlalam Ryan |
| 16 | Ú      | Tobiáš Gregor |
| 17 | Ú      | Jakub Vlček   |
| 18 | Ú      | Jakub Peterka |
| 33 | B      | David Kořán   |

## Úspěchy A–týmu
| Domácí medaile (2) |
| - Česká nejvyšší fotbalová soutěž - – FK Mladá Boleslav: 2005/06 - – FK Mladá Boleslav: 2006/07, 2013/14 - Český fotbalový pohár (2× vítěz) - – FK Mladá Boleslav: 2010/11, 2015/16             |
| Menší úspěchy |
| - Tipsport liga (dříve Tipsport Cup; 2× vítěz) - – FK Mladá Boleslav: 2005, 2017 - Ministerský pohár (dříve O pohár starosty města Čelákovic; 3× vítěz) - – FK Mladá Boleslav: 2008, 2010, 2011 |

## Známí hráči
- Josef Ludl
- Milouš Kvaček
- Miloslav Venera
- Vladislav Lauda
- František Havránek
- Josef Vinš
- Petr Vrabec
- Václav Koloušek
- Petr Papoušek
- Jan Flachbart
- Radek Bejbl
- Miroslav Miller
- Luboš Pecka
- Roman Bednář
- Marek Matějovský
- Jan Rajnoch
- Jan Kysela
- Jan Chramosta
- Marek Kulič
- Ludovic Sylvestre
- Alexandre Mendy
- Jiří Štajner
- David Jarolím
- Jan Bořil

## Významní trenéři
Zde jsou uvedeni trenéři Mladé Boleslavi, kteří během svého působení zaznamenali významnější úspěch.
| Jméno              | Roky působení | Úspěchy |
| ------------------ | ------------- | --- |
| Milan Bokša        | 2004          | Vítěz 2. ligy (2003/04) a postup do 1. ligy                                                                                     |
| Dušan Uhrin mladší | 2004–7, 2009  | 2. místo v lize 2005/06 (nejlepší umístění v historii), 3. místo v lize 2006/07, postup do základní skupiny Poháru UEFA 2006/07 |
| Zdeněk Ščasný      | 2007–8        | postup do základní skupiny Poháru UEFA 2007/08                                                                                  |
| Ladislav Minář     | 2011, 2012–4  | Vítěz českého poháru (2010/11)                                                                                                  |
| Karel Jarolím      | 2014–2016     | 3. místo v lize 2013/14, vítěz českého poháru (2015/16)                                                                         |

## Rekordy
Nejdéle působící hráči v A-mužstvu (od roku 1955):
- 16 sezón – Miloslav Venera
- 14 sezón – Miroslav Miller
- 13 sezón – Jiří Macháček, Milan Pechanec
- 12 sezón – Vladimír Škaloud, Josef Bartoš, Milan Kalíšek, Vladimír Sedláček, Jan Kysela

Nejlepší střelci v mistrovských soutěžích (od roku 1955):
- 1. Jan Chromec 90 (1955-1966)
- 2. Miloslav Venera 85 (1963-64, 65-80)
- 3. Jan Chramosta 72 (2007-14, 15-17)
- 4. Josef Vinš 68 (1978-80, 82-85, 87-89, 97-98)
- 5. Jean-Claude Barták 54 (1973-82)
- 6. Petr Polák 53 (1968-76)
- 7. Milan Boháč 50 (1985-92)

Nejlepší střelci v 1. lize (od roku 2004):
- 1. Jan Chramosta 49
- 2. Lukáš Magera 35
- 3. Marek Kulič 34
- 4. Luboš Pecka 33
- 5. Nikolaj Komličenko 30
- 6. Jasmin Ščuk 27
- 7. Jan Rajnoch 19
- 7. Ondřej Zahustel 19
- 9. Jan Kysela 18
- 10. Radim Holub 17
- 10. Tomáš Přikryl 17
- 12. Jakub Řezníček 15

- Nejvíce gólů za 1 sezónu: Nikolaj Komličenko 29 (2018-2019)
- Nejvíce gólů za 1 sezónu před postupem do 1. ligy: Ivan Ottomanský 22 (1960-61)

Diváci
- Nejvyšší návštěva: 8 650 diváků (jaro 2006, 1. liga, Mladá Boleslav – Sparta Praha 3:0)
- Nejnižší návštěva: 90 diváků (jaro 1996, divize, Mladá Boleslav – Holice 2:0)
- Nejnižší návštěva v 1.lize: 1 165 diváků (jaro 2011, Mladá Boleslav – Jablonec 1:2)
- Nejvyšší průměr: 4 622 diváků (sezóna 2005/2006)
- Nejnižší průměr: 224 diváků (sezóna 1995/1996)

Výsledky
- Nejvyšší vítězství: Spartak Mladá Boleslav – Spartak Vamberk 10:0 (podzim 1959, Oblastní soutěž)
- Nejtěžší porážka: Zbrojovka Brno – AŠ Mladá Boleslav 9:0 (jaro 1987, 1.ČNFL)

## Umístění v jednotlivých sezonách

### Mladoboleslavský SK (1910–1950)
Stručný přehled
Zdroj:
- 1933–1934: I. A třída – sk. ?
- 1934–1937: Divize českého venkova
- 1937–1944: Divize českého venkova – sk. Východ

Jednotlivé ročníky
Zdroj:
Legenda: Z - zápasy, V - výhry, R - remízy, P - porážky, VG - vstřelené góly, OG - obdržené góly, +/- - rozdíl skóre, B - body, červené podbarvení - sestup, zelené podbarvení - postup, fialové podbarvení - reorganizace, změna skupiny či soutěže
| Československo (1933 – 1939)             |                                                                  |                                                                  |                                                                  |                                                                  |                                                                  |                                                                  |                                                                  |                                                                  |                                                                  |                                                                  |                                                                  |
| Sezóna                                   | Liga                                                             | Úroveň                                                           | Z                                                                | V                                                                | R                                                                | P                                                                | VG                                                               | OG                                                               | +/-                                                              | B                                                                | Pozice                                                           |
| 1933/34                                  | I. A třída – sk. ?                                               | 3                                                                | ...                                                              | ...                                                              | ...                                                              | ...                                                              | ...                                                              | ...                                                              | ...                                                              | ...                                                              |                                                                  |
| 1934/35                                  | Divize českého venkova                                           | 2                                                                | 22                                                               | 9                                                                | 3                                                                | 10                                                               | 43                                                               | 41                                                               | +2                                                               | 21                                                               | 5.                                                               |
| 1935/36                                  | Divize českého venkova                                           | 2                                                                | 22                                                               | 11                                                               | 6                                                                | 5                                                                | 39                                                               | 27                                                               | +12                                                              | 28                                                               | 3.                                                               |
| 1936/37                                  | Divize českého venkova                                           | 2                                                                | 20                                                               | 4                                                                | 4                                                                | 12                                                               | 46                                                               | 64                                                               | –18                                                              | 12                                                               | 11.                                                              |
| 1937/38                                  | Divize českého venkova – sk. Východ                              | 2                                                                | 18                                                               | 9                                                                | 3                                                                | 6                                                                | 44                                                               | 36                                                               | +8                                                               | 21                                                               | 3.                                                               |
| 1938/39                                  | Divize českého venkova – sk. Východ                              | 2                                                                | 18                                                               | 5                                                                | 4                                                                | 9                                                                | 50                                                               | 61                                                               | –11                                                              | 14                                                               | 8.                                                               |
| Protektorát Čechy a Morava (1939 – 1944) |                                                                  |                                                                  |                                                                  |                                                                  |                                                                  |                                                                  |                                                                  |                                                                  |                                                                  |                                                                  |                                                                  |
| Sezóna                                   | Liga                                                             | Úroveň                                                           | Z                                                                | V                                                                | R                                                                | P                                                                | VG                                                               | OG                                                               | +/-                                                              | B                                                                | Pozice                                                           |
| 1939/40                                  | Divize českého venkova – sk. Východ                              | 2                                                                | 18                                                               | 10                                                               | 4                                                                | 4                                                                | 55                                                               | 43                                                               | +12                                                              | 24                                                               | 2.                                                               |
| 1940/41                                  | Divize českého venkova – sk. Východ                              | 2                                                                | 22                                                               | 8                                                                | 3                                                                | 11                                                               | 56                                                               | 63                                                               | –7                                                               | 19                                                               | 10.                                                              |
| 1941/42                                  | Divize českého venkova – sk. Východ                              | 2                                                                | 22                                                               | 14                                                               | 5                                                                | 3                                                                | 69                                                               | 46                                                               | +23                                                              | 33                                                               | 1.                                                               |
| 1942/43                                  | Divize českého venkova – sk. Východ                              | 2                                                                | 22                                                               | 12                                                               | 1                                                                | 9                                                                | 61                                                               | 56                                                               | +5                                                               | 25                                                               | 4.                                                               |
| 1943/44                                  | Divize českého venkova – sk. Východ                              | 2                                                                | 22                                                               | 6                                                                | 1                                                                | 15                                                               | 56                                                               | 68                                                               | –12                                                              | 13                                                               | 12.                                                              |
| 1944/45                                  | Fotbalová liga se nehrála, stejně tak i nižší fotbalové soutěže. | Fotbalová liga se nehrála, stejně tak i nižší fotbalové soutěže. | Fotbalová liga se nehrála, stejně tak i nižší fotbalové soutěže. | Fotbalová liga se nehrála, stejně tak i nižší fotbalové soutěže. | Fotbalová liga se nehrála, stejně tak i nižší fotbalové soutěže. | Fotbalová liga se nehrála, stejně tak i nižší fotbalové soutěže. | Fotbalová liga se nehrála, stejně tak i nižší fotbalové soutěže. | Fotbalová liga se nehrála, stejně tak i nižší fotbalové soutěže. | Fotbalová liga se nehrála, stejně tak i nižší fotbalové soutěže. | Fotbalová liga se nehrála, stejně tak i nižší fotbalové soutěže. | Fotbalová liga se nehrála, stejně tak i nižší fotbalové soutěže. |

Poznámky:
- 1941/42: Ve finále o mistra Českého venkova se Mladoboleslavský SK utkal s vítězem západní skupiny SK Rakovník. Ve dvojutkání rakovnickým podlehl celkovým poměrem 4:7 (1. zápas – 1:1, 2. zápas – 3:6).

### SK Aston Villa Mladá Boleslav (1919–1950)
Stručný přehled
Zdroj:
- 1936–1937: I. A třída – sk. ?
- 1937–1948: Divize českého venkova – sk. Východ
- 1948: Zemská soutěž – sk. B
- 1949: Oblastní soutěž – sk. B

Jednotlivé ročníky
Zdroj:
Legenda: Z - zápasy, V - výhry, R - remízy, P - porážky, VG - vstřelené góly, OG - obdržené góly, +/- - rozdíl skóre, B - body, červené podbarvení - sestup, zelené podbarvení - postup, fialové podbarvení - reorganizace, změna skupiny či soutěže
| Československo (1936 – 1939)             |                                                                  |                                                                  |                                                                  |                                                                  |                                                                  |                                                                  |                                                                  |                                                                  |                                                                  |                                                                  |                                                                  |
| Sezóna                                   | Liga                                                             | Úroveň                                                           | Z                                                                | V                                                                | R                                                                | P                                                                | VG                                                               | OG                                                               | +/-                                                              | B                                                                | Pozice                                                           |
| 1936/37                                  | I. A třída – sk. ?                                               | 3                                                                | ...                                                              | ...                                                              | ...                                                              | ...                                                              | ...                                                              | ...                                                              | ...                                                              | ...                                                              |                                                                  |
| 1937/38                                  | Divize českého venkova – sk. Východ                              | 2                                                                | 18                                                               | 7                                                                | 4                                                                | 7                                                                | 42                                                               | 37                                                               | +5                                                               | 18                                                               | 6.                                                               |
| 1938/39                                  | Divize českého venkova – sk. Východ                              | 2                                                                | 18                                                               | 7                                                                | 4                                                                | 7                                                                | 49                                                               | 59                                                               | –10                                                              | 18                                                               | 5.                                                               |
| Protektorát Čechy a Morava (1939 – 1944) |                                                                  |                                                                  |                                                                  |                                                                  |                                                                  |                                                                  |                                                                  |                                                                  |                                                                  |                                                                  |                                                                  |
| Sezóna                                   | Liga                                                             | Úroveň                                                           | Z                                                                | V                                                                | R                                                                | P                                                                | VG                                                               | OG                                                               | +/-                                                              | B                                                                | Pozice                                                           |
| 1939/40                                  | Divize českého venkova – sk. Východ                              | 2                                                                | 22                                                               | 2                                                                | 9                                                                | 7                                                                | 43                                                               | 50                                                               | –7                                                               | 13                                                               | 8.                                                               |
| 1940/41                                  | Divize českého venkova – sk. Východ                              | 2                                                                | 22                                                               | 11                                                               | 1                                                                | 10                                                               | 67                                                               | 61                                                               | +6                                                               | 23                                                               | 6.                                                               |
| 1941/42                                  | Divize českého venkova – sk. Východ                              | 2                                                                | 22                                                               | 15                                                               | 2                                                                | 5                                                                | 71                                                               | 31                                                               | +40                                                              | 32                                                               | 2.                                                               |
| 1942/43                                  | Divize českého venkova – sk. Východ                              | 2                                                                | 22                                                               | 8                                                                | 4                                                                | 10                                                               | 64                                                               | 63                                                               | +1                                                               | 20                                                               | 6.                                                               |
| 1943/44                                  | Divize českého venkova – sk. Východ                              | 2                                                                | 22                                                               | 17                                                               | 3                                                                | 2                                                                | 89                                                               | 34                                                               | +55                                                              | 37                                                               | 1.                                                               |
| 1944/45                                  | Fotbalová liga se nehrála, stejně tak i nižší fotbalové soutěže. | Fotbalová liga se nehrála, stejně tak i nižší fotbalové soutěže. | Fotbalová liga se nehrála, stejně tak i nižší fotbalové soutěže. | Fotbalová liga se nehrála, stejně tak i nižší fotbalové soutěže. | Fotbalová liga se nehrála, stejně tak i nižší fotbalové soutěže. | Fotbalová liga se nehrála, stejně tak i nižší fotbalové soutěže. | Fotbalová liga se nehrála, stejně tak i nižší fotbalové soutěže. | Fotbalová liga se nehrála, stejně tak i nižší fotbalové soutěže. | Fotbalová liga se nehrála, stejně tak i nižší fotbalové soutěže. | Fotbalová liga se nehrála, stejně tak i nižší fotbalové soutěže. | Fotbalová liga se nehrála, stejně tak i nižší fotbalové soutěže. |
| Československo (1945 – 1949)             |                                                                  |                                                                  |                                                                  |                                                                  |                                                                  |                                                                  |                                                                  |                                                                  |                                                                  |                                                                  |                                                                  |
| Sezóna                                   | Liga                                                             | Úroveň                                                           | Z                                                                | V                                                                | R                                                                | P                                                                | VG                                                               | OG                                                               | +/-                                                              | B                                                                | Pozice                                                           |
| 1945/46                                  | Divize českého venkova – sk. Východ                              | 2                                                                | 22                                                               | 11                                                               | 1                                                                | 10                                                               | 65                                                               | 47                                                               | +18                                                              | 23                                                               | 4.                                                               |
| 1946/47                                  | Divize českého venkova – sk. Východ                              | 2                                                                | 22                                                               | 14                                                               | 3                                                                | 5                                                                | 65                                                               | 36                                                               | +29                                                              | 31                                                               | 2.                                                               |
| 1947/48                                  | Divize českého venkova – sk. Východ                              | 2                                                                | 22                                                               | 10                                                               | 3                                                                | 9                                                                | 71                                                               | 64                                                               | +7                                                               | 23                                                               | 6.                                                               |
| 1948                                     | Zemská soutěž – sk. B                                            | 2                                                                | 11                                                               | 6                                                                | 2                                                                | 3                                                                | 27                                                               | 18                                                               | +9                                                               | 14                                                               | 2.                                                               |
| 1949                                     | Oblastní soutěž – sk. B                                          | 2                                                                | 26                                                               | 11                                                               | 7                                                                | 8                                                                | 83                                                               | 66                                                               | +17                                                              | 29                                                               | 5.                                                               |

Poznámky:
- 1943/44: Ve finále o mistra Českého venkova se SK Aston Villa utkala s vítězem západní skupiny SK Rakovník. Ve dvojutkání rakovnickým podlehla celkovým poměrem 2:6 (1. zápas – 1:4, 2. zápas – 1:2).

### FK Mladá Boleslav (1950– )
CeStručný přehled
Zdroj:
- 1950: Oblastní soutěž – sk. B
- 1951: Krajská soutěž – Praha, sk. B
- 1952: Krajský přebor – Praha–východ
- 1955: Celostátní československá soutěž – sk. A
- 1956–1958: 2. liga – sk. A
- 1958–1960: Oblastní soutěž – sk. C
- 1960–1961: Středočeský krajský přebor
- 1961–1964: 2. liga – sk. A
- 1964–1965: Středočeský krajský přebor
- 1965–1967: Divize C
- 1967–1968: 2. liga – sk. A
- 1968–1969: Divize C
- 1969–1971: 3. liga – sk. B
- 1971–1972: 3. liga – sk. A
- 1972–1977: 3. liga – sk. B
- 1977–1981: ČNFL – sk. A
- 1981–1991: 1. ČNFL
- 1991–1992: Českomoravská fotbalová liga
- 1992–1995: Česká fotbalová liga
- 1995–1997: Divize C
- 1997–1998: Česká fotbalová liga
- 1998–2004: 2. liga
- 2004– : 1. liga

Jednotlivé ročníky
Zdroj:
Legenda: Z - zápasy, V - výhry, R - remízy, P - porážky, VG - vstřelené góly, OG - obdržené góly, +/- - rozdíl skóre, B - body, červené podbarvení - sestup, zelené podbarvení - postup, fialové podbarvení - reorganizace, změna skupiny či soutěže
| Československo (1950 – 1993) |                                          |        |    |    |    |    |    |     |     |    |        |
| Sezóna                       | Liga                                     | Úroveň | Z  | V  | R  | P  | VG | OG  | +/- | B  | Pozice |
| 1950                         | Oblastní soutěž – sk. B                  | 3      | 22 | 14 | 2  | 6  | 72 | 45  | +27 | 30 | 1.     |
| 1951                         | Krajská soutěž – Praha, sk. B            | 2      | 18 | 13 | 1  | 4  | 65 | 29  | +36 | 27 | 1.     |
| 1952                         | Krajský přebor – Praha–východ            | 2      | 22 | 15 | 2  | 5  | 80 | 41  | +39 | 32 | 3.     |
| ...                          |                                          |        |    |    |    |    |    |     |     |    |        |
| 1955                         | Celostátní československá soutěž – sk. A | 2      | 22 | 5  | 3  | 10 | 25 | 38  | –13 | 19 | 8.     |
| 1956                         | 2. liga – sk. A                          | 2      | 22 | 9  | 3  | 10 | 36 | 49  | –13 | 21 | 8.     |
| 1957/58                      | 2. liga – sk. A                          | 2      | 33 | 6  | 3  | 24 | 49 | 124 | –75 | 15 | 12.    |
| 1958/59                      | Oblastní soutěž – sk. C                  | 3      | 26 | 13 | 3  | 10 | 55 | 49  | +6  | 29 | 4.     |
| 1959/60                      | Oblastní soutěž – sk. C                  | 3      | 26 | 11 | 5  | 10 | 71 | 47  | +24 | 27 | 5.     |
| 1960/61                      | Středočeský krajský přebor               | 3      | 26 | 18 | 1  | 7  | 74 | 30  | +44 | 37 | 1.     |
| 1961/62                      | 2. liga – sk. A                          | 2      | 22 | 7  | 6  | 9  | 30 | 39  | –9  | 20 | 9.     |
| 1962/63                      | 2. liga – sk. A                          | 2      | 26 | 10 | 5  | 11 | 44 | 49  | –5  | 25 | 10.    |
| 1963/64                      | 2. liga – sk. A                          | 2      | 26 | 3  | 4  | 19 | 21 | 63  | –42 | 10 | 14.    |
| 1964/65                      | Středočeský krajský přebor               | 3      | 26 | 12 | 7  | 7  | 42 | 23  | +19 | 31 | 3.     |
| 1965/66                      | Divize C                                 | 3      | 26 | 14 | 8  | 4  | 44 | 20  | +24 | 36 | 2.     |
| 1966/67                      | Divize C                                 | 3      | 26 | 15 | 8  | 3  | 58 | 20  | +38 | 38 | 1.     |
| 1967/68                      | 2. liga – sk. A                          | 2      | 26 | 5  | 3  | 18 | 23 | 62  | –39 | 13 | 13.    |
| 1968/69                      | Divize C                                 | 3      | 26 | 13 | 5  | 8  | 36 | 29  | +7  | 31 | 3.     |
| 1969/70                      | 3. liga – sk. B                          | 3      | 30 | 8  | 11 | 11 | 35 | 35  | 0   | 27 | 10.    |
| 1970/71                      | 3. liga – sk. B                          | 3      | 30 | 13 | 9  | 8  | 48 | 38  | +10 | 35 | 5.     |
| 1971/72                      | 3. liga – sk. A                          | 3      | 30 | 14 | 9  | 7  | 43 | 34  | +9  | 37 | 4.     |
| 1972/73                      | 3. liga – sk. B                          | 3      | 30 | 14 | 6  | 10 | 38 | 32  | +6  | 34 | 5.     |
| 1973/74                      | 3. liga – sk. B                          | 3      | 30 | 12 | 5  | 13 | 35 | 37  | –2  | 29 | 11.    |
| 1974/75                      | 3. liga – sk. B                          | 3      | 30 | 11 | 3  | 16 | 31 | 34  | –3  | 25 | 14.    |
| 1975/76                      | 3. liga – sk. B                          | 3      | 30 | 10 | 6  | 14 | 26 | 31  | –5  | 26 | 13.    |
| 1976/77                      | 3. liga – sk. A                          | 3      | 30 | 14 | 8  | 8  | 40 | 28  | +12 | 36 | 5.     |
| 1977/78                      | ČNFL – sk. A                             | 2      | 30 | 11 | 11 | 8  | 43 | 35  | +8  | 33 | 5.     |
| 1978/79                      | ČNFL – sk. A                             | 2      | 30 | 9  | 7  | 14 | 43 | 47  | –4  | 25 | 14.    |
| 1979/80                      | ČNFL – sk. A                             | 2      | 30 | 10 | 7  | 13 | 36 | 39  | –3  | 27 | 12.    |
| 1980/81                      | ČNFL – sk. A                             | 2      | 30 | 14 | 5  | 11 | 40 | 38  | +2  | 33 | 6.     |
| 1981/82                      | 1. ČNFL                                  | 2      | 30 | 8  | 6  | 16 | 38 | 53  | –15 | 22 | 14.    |
| 1982/83                      | 1. ČNFL                                  | 2      | 30 | 13 | 8  | 9  | 36 | 29  | +7  | 34 | 3.     |
| 1983/84                      | 1. ČNFL                                  | 2      | 30 | 13 | 7  | 10 | 36 | 37  | –1  | 33 | 3.     |
| 1984/85                      | 1. ČNFL                                  | 2      | 30 | 11 | 6  | 13 | 33 | 39  | –6  | 28 | 10.    |
| 1985/86                      | 1. ČNFL                                  | 2      | 30 | 16 | 5  | 9  | 52 | 42  | +10 | 37 | 3.     |
| 1986/87                      | 1. ČNFL                                  | 2      | 30 | 11 | 7  | 12 | 35 | 39  | –4  | 29 | 5.     |
| 1987/88                      | 1. ČNFL                                  | 2      | 28 | 8  | 7  | 12 | 23 | 33  | –10 | 23 | 11.    |
| 1988/89                      | 1. ČNFL                                  | 2      | 30 | 14 | 8  | 8  | 51 | 38  | +13 | 36 | 3.     |
| 1989/90                      | 1. ČNFL                                  | 2      | 30 | 13 | 7  | 10 | 51 | 47  | +4  | 33 | 6.     |
| 1990/91                      | 1. ČNFL                                  | 2      | 30 | 12 | 6  | 12 | 41 | 34  | +7  | 30 | 8.     |
| 1991/92                      | Českomoravská fotbalová liga             | 2      | 30 | 4  | 11 | 15 | 23 | 48  | –25 | 19 | 16.    |
| 1992/93                      | Česká fotbalová liga                     | 3      | 34 | 12 | 9  | 13 | 42 | 49  | –7  | 33 | 10.    |
| Česko (1993 – )              |                                          |        |    |    |    |    |    |     |     |    |        |
| Sezóna                       | Liga                                     | Úroveň | Z  | V  | R  | P  | VG | OG  | +/- | B  | Pozice |
| 1993/94                      | Česká fotbalová liga                     | 3      | 34 | 7  | 17 | 10 | 38 | 46  | –8  | 38 | 9.     |
| 1994/95                      | Česká fotbalová liga                     | 3      | 34 | 7  | 12 | 15 | 34 | 53  | –19 | 33 | 15.    |
| 1995/96                      | Divize C                                 | 4      | 30 | 11 | 7  | 12 | 41 | 38  | +3  | 40 | 9.     |
| 1996/97                      | Divize C                                 | 4      | 30 | 23 | 6  | 1  | 66 | 16  | +50 | 75 | 1.     |
| 1997/98                      | Česká fotbalová liga                     | 3      | 34 | 19 | 7  | 8  | 41 | 26  | +15 | 64 | 1.     |
| 1998/99                      | 2. liga                                  | 2      | 30 | 9  | 7  | 14 | 33 | 40  | +7  | 34 | 9.     |
| 1999/00                      | 2. liga                                  | 2      | 30 | 7  | 12 | 11 | 31 | 40  | –9  | 33 | 13.    |
| 2000/01                      | 2. liga                                  | 2      | 30 | 9  | 9  | 12 | 34 | 42  | –8  | 36 | 11.    |
| 2001/02                      | 2. liga                                  | 2      | 30 | 15 | 7  | 8  | 40 | 29  | +11 | 52 | 3.     |
| 2002/03                      | 2. liga                                  | 2      | 30 | 12 | 10 | 8  | 35 | 27  | +8  | 46 | 6.     |
| 2003/04                      | 2. liga                                  | 2      | 30 | 16 | 7  | 7  | 50 | 24  | +26 | 55 | 1.     |
| 2004/05                      | Gambrinus liga                           | 1      | 30 | 6  | 13 | 11 | 26 | 35  | –9  | 31 | 14.    |
| 2005/06                      | Gambrinus liga                           | 1      | 30 | 16 | 6  | 8  | 50 | 36  | +14 | 54 | 2.     |
| 2006/07                      | Gambrinus liga                           | 1      | 30 | 17 | 7  | 6  | 48 | 27  | +21 | 58 | 3.     |
| 2007/08                      | Gambrinus liga                           | 1      | 30 | 11 | 9  | 10 | 37 | 36  | +1  | 42 | 7.     |
| 2008/09                      | Gambrinus liga                           | 1      | 30 | 12 | 10 | 8  | 39 | 38  | +1  | 46 | 6.     |
| 2009/10                      | Gambrinus liga                           | 1      | 30 | 11 | 6  | 13 | 47 | 41  | +6  | 39 | 8.     |
| 2010/11                      | Gambrinus liga                           | 1      | 30 | 13 | 7  | 10 | 49 | 40  | +9  | 46 | 5.     |
| 2011/12                      | Gambrinus liga                           | 1      | 30 | 15 | 5  | 10 | 49 | 34  | +15 | 50 | 4.     |
| 2012/13                      | Gambrinus liga                           | 1      | 30 | 10 | 8  | 12 | 34 | 41  | –7  | 38 | 8.     |
| 2013/14                      | Gambrinus liga                           | 1      | 30 | 14 | 8  | 8  | 54 | 38  | +16 | 50 | 3.     |
| 2014/15                      | Synot liga                               | 1      | 30 | 13 | 7  | 10 | 43 | 34  | +12 | 46 | 4.     |
| 2015/16                      | Synot liga                               | 1      | 30 | 16 | 9  | 5  | 63 | 37  | +26 | 57 | 4.     |
| 2016/17                      | ePojisteni.cz liga                       | 1      | 30 | 13 | 10 | 7  | 47 | 37  | +10 | 49 | 4.     |
| 2017/18                      | HET liga                                 | 1      | 30 | 9  | 7  | 14 | 31 | 43  | −12 | 34 | 9.     |
| 2018/19                      | Fortuna liga                             | 1      | 30 | 11 | 9  | 10 | 52 | 44  | +8  | 42 | 7.     |
| 2019/20                      | Fortuna liga                             | 1      | 30 | 11 | 7  | 12 | 48 | 52  | -4  | 40 | 10.    |
| 2020/21                      | Fortuna:Liga                             | 1      | 34 | 10 | 13 | 11 | 40 | 37  | +3  | 39 | 11.    |
| 2021/22                      | Fortuna:Liga                             | 1      | 30 | 11 | 5  | 14 | 45 | 48  | -3  | 38 | 7.     |
| 2022/23                      | Fortuna:Liga                             | 1      | 30 | 9  | 10 | 11 | 39 | 42  | -3  | 37 | 9.     |
| 2023/24                      | Fortuna:Liga                             | 1      | 35 | 13 | 8  | 14 | 51 | 59  | -8  | 47 | 5.     |
| 2024/25                      | Chance Liga                              | 1      |    |    |    |    |    |     |     | '  | .      |

Poznámky:
- 1976/77: Po sezóně proběhla reorganizace nižších soutěží, 3. liga byla zrušena – prvních 9 mužstev postupovalo do 1. ČNFL (2. nejvyšší soutěž), zbylá mužstva sestoupila do příslušných divizních skupin (nově 3. nejvyšší soutěž).
- 2018/19: Klub se v této sezóně zúčastnil play-off o evropské poháry. V play-off se postupně utkal s Teplicemi, Zlínem a Baníkem Ostravou. Právě ostravský Baník byl poslední překážkou k poslední pohárové místence. V zápase v ostravských Vítkovicích porazila Boleslav domácí tým poměrem 1:0 a zajistila si tak Evropskou ligu pro ročník 2019/20. Celkově Boleslav skončila na 7. místě.
- 2019/20: Klub se v této sezóně zúčastnil play-off o evropské poháry. V play-off se postupně utkal s Českými Budějovicemi, Bohemians a Libercem. Právě Liberec byl poslední překážkou k poslední pohárové místence. V Liberci však Boleslav prohrála 2:0 a celkově skončila na 7. místě.
- 2021/22: Klub se v této sezóně zúčastnil play-off o umístětní.  V play-off se postupně utkal s Českými Budějovicemi a Olomoucí. Tuto skupinu Mladá Boleslav vyhrála a celkově skončila na 7. místě.

## Akcionáři FK Mladá Boleslav
- Gema MB 51 %
- Statutární město Mladá Boleslav 34 %
- Realstav 11 %
- FK Mladá Boleslav 4 %

## Účast v evropských pohárech
Zdroj:
Legenda: SEP – Středoevropský pohár, VP – Veletržní pohár, PMEZ – Pohár mistrů evropských zemí, PVP – Pohár vítězů pohárů, LM – Liga mistrů UEFA, UEFA – Pohár UEFA, EL – Evropská liga UEFA, SP – Superpohár UEFA, PI – Pohár Intertoto, IP – Interkontinentální pohár, MS – Mistrovství světa ve fotbale klubů 
 Pozn.: V závorce u daného ročníkového maxima je uveden přemožitel daného klubu, není-li v závorce uvedeno jinak.
- LM 2006/2007 – 3. předkolo (Galatasaray SK)
- UEFA 2006/2007 – Základní skupina G (5. místo – 1. Panathinaikos, 2. Hapoel Tel Aviv FC, 3. Paris Saint-Germain FC, 4. FC Rapid Bucureşti)
- UEFA 2007/2008 – Základní skupina C (4. místo – 1. Villarreal CF, 2. ACF Fiorentina, 3. AEK Athény)
- EL 2011/2012 – 3. předkolo (AEK Larnaka)
- EL 2012/2013 – 3. předkolo (FC Twente)
- EL 2014/2015 – 3. předkolo (Olympique Lyon)
- EL 2015/2016 – 2. předkolo (Strømsgodset IF)
- EL 2016/2017 – 3. předkolo (FK Škendija 79 Tetovo)
- EL 2017/2018 – 3. předkolo (KF Skënderbeu Korçë)
- EL 2019/2020 – 3. předkolo (FCSB)

## Juniorka / Rezerva (FK Mladá Boleslav „B“)
Původní rezervní B–mužstvo Mladé Boleslavi zaniklo v roce 1991. Od svého obnovení v létě 2006, kdy klub koupil třetiligovou licenci od zaniklého FC Dragoun Břevnov, hrála juniorka ČFL pod názvem FK Mladá Boleslav „B“. Jejími trenéry byli postupně Luděk Kokoška, Karel Stanner, Josef Hloušek a od léta 2010 Milan Pechanec. V roce 2012 bylo B–mužstvo přetransformováno na juniorský klub hrající nově vzniklou Juniorskou ligu. Od podzimu 2012 do ledna 2014 ji vedl Petr Vrabec, kterého vystřídal opět Milan Pechanec. Od roku 2019 je mladoboleslavské "béčko" znovuobnovené, a to kvůli zrušení projektu Juniorské ligy.